# امامزاده شاه حسین
بقعهٔ امام‌زاده شاهزاده حسین یا شاه حسین در شمال ورامین قرار گرفته‌است. سبک معماری بنا شبیه برج علاءالدین و مسجد جامع ورامین است بنابراین محتمل است که در دوره مغول ایجاد شده باشد. بنای آستانه به مساحت ۳۰۰ متر مربع در دو طبقه احداث گردیده و اسکلت آن آجری و قسمتی از کاشیکاری معرق محراب آن باقی‌مانده‌است که از بقایای آثار هنری نفیس به‌شمار می‌رود. این بقعه در تاریخ ۲۰ بهمن ماه ۱۳۱۸ ذیل شماره ۳۳۹ در فهرست آثار ملی ایران به ثبت رسیده‌است.